# موراولنکو
شهر موراولنکو (به روسی: Муравленко) در کشور روسیه و در ناحیه خودگران یامالو-ننتس واقع شده‌است.